# 天主教馬爾他總教區
天主教馬爾他總教區（拉丁語：Archidioecesis Melitensis o Melevitanus）是羅馬天主教在馬爾他的一個總教區、該國兩個天主教教區之一。下轄戈佐教區。
總教區範圍包括馬爾他島。教座位於姆迪納，在首都瓦萊塔有副座堂。2004年有教友337,800人，佔轄區總人口95.2%。教區下轄六十四個堂區，有736名司鐸。現任總主教為保祿·克雷莫納。
聖保祿在前往羅馬的旅途上在馬爾他逗留，傳播了基督信仰。當地的首領頗里約後來成為首任主教。1817年起屬巴勒莫總教區管轄。1844年改由教廷直轄。1944年1月1日升為總教區。